# Élections législatives de 2020 au Burkina Faso
Les élections législatives de 2020 au Burkina Faso ont lieu le 22 novembre 2020 afin de renouveler les 127 membres de l'Assemblée nationale du Burkina Faso. Le premier tour de l'élection présidentielle est organisé simultanément.
Le scrutin voit le Mouvement du peuple pour le progrès se maintenir à un résultat presque identique à celui de 2015. L'Union pour le progrès et le changement perd quant à elle la seconde place — et le statut de chef de l'opposition pour son dirigeant qu'elle procure —, au profit du Congrès pour la démocratie et le progrès.

## Contexte
Le 8 juillet 2020, le Parlement recommande le report du scrutin d'un an. Deux jours plus tard, la majorité présidentielle et l'opposition s'y opposent.

## Mode de scrutin
Le Burkina Faso est doté d'un parlement unicaméral, l'Assemblée nationale, dont les 127 membres sont élus pour cinq ans au scrutin proportionnel plurinominal avec liste fermée. Sur ce total, 111 sièges sont répartis dans 45 circonscriptions plurinominales de deux à neuf sièges, tandis que les 16 autres sont pourvus au niveau d'une unique circonscription nationale. Après décompte des voix, les différents sièges sont répartis sur la base du quotient simple, selon la méthode dite du plus fort reste, qui avantage les petits partis.

## Résultats
|                           |                                                                                            |           |       |       |        |        |        |               |  |
| Parti                     | Parti                                                                                      | Voix      | %     | +/-   | Sièges | Sièges | Sièges | +/-           |  |
| Parti                     | Parti                                                                                      | Voix      | %     | +/-   | R      | N      | Total  | +/-           |  |
|                           | Mouvement du peuple pour le progrès (MPP)                                                  | 968 980   | 34,59 | 0,12  | 50     | 6      | 56     | 1             |  |
|                           | Congrès pour la démocratie et le progrès (CDP)                                             | 371 633   | 13,27 | 0,07  | 18     | 2      | 20     | 2             |  |
|                           | Union pour le progrès et le changement (UPC)                                               | 285 202   | 10,18 | 10,35 | 10     | 2      | 12     | 21            |  |
|                           | Nouveau temps pour la démocratie (NTD)                                                     | 155 995   | 5,57  | 3,34  | 12     | 1      | 13     | 10            |  |
|                           | Alliance pour la démocratie et la fédération/Rassemblement démocratique africain (ADF-RDA) | 69 179    | 2,47  | 0,59  | 2      | 1      | 3      | en stagnation |  |
|                           | Union pour la renaissance/Parti sankariste (UNIR-PS)                                       | 68 727    | 2,45  | 1,31  | 4      | 1      | 5      | en stagnation |  |
|                           | Rassemblement patriotique pour l'intégrité (RPI)                                           | 67 304    | 2,40  | Nv    | 2      | 1      | 3      | 3             |  |
|                           | Parti pour le développement et le changement (PDC)                                         | 56 407    | 2,01  | 0,63  | 2      | 1      | 3      | 3             |  |
|                           | Mouvement pour le Burkina du futur (MBF)                                                   | 55 136    | 1,97  | Nv    | 3      | 1      | 4      | 4             |  |
|                           | Nouvelle alliance du Faso (NAFA)                                                           | 48 499    | 1,73  | 2,41  | 0      | 0      | 0      | 2             |  |
|                           | Convention nationale pour le progrès (CNP)                                                 | 37 042    | 1,32  | Nv    | 2      | 0      | 2      | 2             |  |
|                           | Agir Ensemble (AE)                                                                         | 36 163    | 1,29  | Nv    | 2      | 0      | 2      | 2             |  |
|                           | Alliance panafricaine pour la refondation (APR)                                            | 29 577    | 1,06  | Nv    | 1      | 0      | 1      | 1             |  |
|                           | Progressistes unis pour le renouveau (PUR)                                                 | 28 894    | 1,03  | Nv    | 1      | 0      | 1      | 1             |  |
|                           | Union pour la république et la démocratie (URD)                                            | 28 864    | 1,03  | Nv    | 0      | 0      | 0      | en stagnation |  |
|                           | Parti pour la démocratie et le socialisme/Parti des bâtisseurs (PDS/Metba)                 | 27 757    | 0,99  | 0,86  | 1      | 0      | 1      | en stagnation |  |
|                           | Mouvement sens (SENS)                                                                      | 26 849    | 0,96  | Nv    | 0      | 0      | 0      | en stagnation |  |
|                           | Organisation pour la démocratie et le travail (ODT)                                        | 24 869    | 0,89  | 0,01  | 0      | 0      | 0      | 1             |  |
|                           | Mouvement pour la changement et la renaissance (MCR)                                       | 22 809    | 0,81  | Nv    | 0      | 0      | 0      | en stagnation |  |
|                           | Alliance des forces pour l'alternance (AFA)                                                | 21 443    | 0,76  | Nv    | 0      | 0      | 0      | en stagnation |  |
|                           | Convergence pour le progrès et la solidarité - Génération 3 (CPS-G3)                       | 20 639    | 0,74  | Nv    | 1      | 0      | 1      | 1             |  |
|                           | Le renouveau (LR)                                                                          | 13 393    | 0,48  | Nv    | 0      | 0      | 0      | en stagnation |  |
|                           | Front africain pour le changement (FAC)                                                    | 11 905    | 0,42  | Nv    | 0      | 0      | 0      | en stagnation |  |
|                           | Rassemblement des patriotes pour le renouveau (RPR)                                        | 11 833    | 0,42  | 0,34  | 0      | 0      | 0      | en stagnation |  |
|                           | Mouvement soleil d'avenir (MSA)                                                            | 11 224    | 0,40  | Nv    | 0      | 0      | 0      | en stagnation |  |
|                           | Parti démocratique pour l'intégration et la solidarité (PDIS)                              | 10 714    | 0,38  | Nv    | 0      | 0      | 0      | en stagnation |  |
|                           | Indépendants associés (IA)                                                                 | 10 173    | 0,36  | Nv    | 0      | 0      | 0      | en stagnation |  |
|                           | Parti de la renaissance nationale (PRN)                                                    | 9 395     | 0,33  | Nv    | 0      | 0      | 0      | 2             |  |
|                           | Alliance travailliste pour le développement (ATD)                                          | 9 308     | 0,33  | Nv    | 0      | 0      | 0      | en stagnation |  |
|                           | Alliance des démocrates du Burkina (ADB)                                                   | 8 282     | 0,30  | Nv    | 0      | 0      | 0      | en stagnation |  |
|                           | Burkina Yirwa (BY)                                                                         | 7 833     | 0,28  | 0,22  | 0      | 0      | 0      | en stagnation |  |
|                           | Mouvement des jeunes patriotes pour le progrès (MJPP)                                      | 7 141     | 0,25  | Nv    | 0      | 0      | 0      | en stagnation |  |
|                           | Congrès pour la renaissance et le progrès (CRP)                                            | 6 873     | 0,24  | Nv    | 0      | 0      | 0      | en stagnation |  |
|                           | Union pour la république (UPR)                                                             | 6 385     | 0,23  | 0,03  | 0      | 0      | 0      | en stagnation |  |
|                           | Le Faso autrement (FA)                                                                     | 6 370     | 0,23  | Nv    | 0      | 0      | 0      | 1             |  |
|                           | Autres partis                                                                              | 218 475   | 7,80  | -     | 0      | 0      | 0      | -             |  |
|                           |                                                                                            |           |       |       |        |        |        |               |  |
| Suffrages exprimés        | Suffrages exprimés                                                                         | 2 801 272 | 95,68 |       |        |        |        |               |  |
| Votes blancs et invalides | Votes blancs et invalides                                                                  | 126 487   | 4,32  |       |        |        |        |               |  |
| Total                     | Total                                                                                      | 2 927 759 | 100   | -     | 111    | 16     | 127    | en stagnation |  |
| Abstentions               | Abstentions                                                                                | 2 968 014 | 50,34 |       |        |        |        |               |  |
| Inscrits / participation  | Inscrits / participation                                                                   | 5 895 773 | 49,66 |       |        |        |        |               |  |

## Analyse
Le scrutin voit le Mouvement du peuple pour le progrès se maintenir à un résultat presque identique à celui de 2015. L'Union pour le progrès et le changement perd quant à elle la seconde place au profit du Congrès pour la démocratie et le progrès, ce qui aboutit à la perte du statut de chef de l'opposition pour son dirigeant. Le scrutin est marqué par des résultats en suffrages comme en sièges très similaires à ceux des législatives de 2015, à l'exception d'un parti de la mouvance présidentielle, le Nouveau temps pour la démocratie (NTD), qui créé la surprise en arrivant en quatrième place, ainsi que de l'Union pour le progrès et le changement, qui perd les deux tiers de sa représentation à l'assemblée.